# Lépidocrocite
La lépidocrocite est une espèce minérale qui correspond au polymorphe γ de FeO(OH), avec des traces de manganèse. Les rares cristaux ne dépassent pas 2 mm.

## Historique de la description et appellations

### Inventeur et étymologie
Décrite par le minéralogiste Johann Christoph Ullmann en 1813, du grec λεπίς, lepis (« écaille ») et κροκη, krokus (« fibre »).

### Topotype
Zlaté Hory, Région d'Olomouc, Moravie, Tchéquie.

### Synonymie
- Pyrrhosidérite (Ullmann, 1814)[5]

## Caractéristiques physico-chimiques

### Variété
- Hydrolépidocrocite : forme hydratée de la lépidocrocite.

### Cristallochimie
- Trimorphe de la feroxyhyte et goethite.
- Elle fait partie d'un groupe de minéraux isostructuraux.

groupe de la boehmite
- boehmite AlO(OH) Amam 2/m 2/m 2/m
- lépidocrocite FeO(OH) Amam 2/m 2/m 2/m
- Guyanaïte CrO(OH) Pnnm 2/m 2/m 2/m

### Cristallographie
La structure est orthorhombique de groupe d'espace Cmcm (n° 63). Les paramètres de la maille ont pour valeur :
- a = 3,072 Å ;
- b = 12,516 Å ;
- c = 3,873 Å.

Les oxygènes et oxhydryles forment des couches dont l'empilement n'est pas compact ; les cations fer (III) remplissent la moitié des sites octaédriques. Le polymorphe à empilement hexagonal compact, plus stable, est la goethite, α-FeO(OH).
Assez commune, la lépidocrocite se forme dans les sols riches en fer, par altération d'autres minéraux. Avec la goethite, elle est un composant principal de la limonite dans le chapeau de fer.

## Gîtes et gisements

### Gîtologie et minéraux associés
GîtologieComme produit d'altération ou d'oxydation d'autres minéraux contenant du fer dans les sols et gisements minéraux
Par précipité des eaux souterraines.
Dans les nodules marins de manganèse.
minéraux associésgoethite, pyrite.

### Gisements producteurs de spécimens remarquables
- Belgique

Plombières (anciennes scories), District de Plombières-Vieille Montagne, Verviers, Province de Liège
- Canada

Carrière de Poudrette, Mont Saint-Hilaire, Rouville RCM, Montérégie, Québec
- France

Mines de Rancié, Sem, vallée de Vicdessos, Ariège, Midi-Pyrénées
La Fumade, Castelnau-de-Brassac, Tarn, Midi-Pyrénées
- République tchèque

Zlaté Hory, Région d'Olomouc, Moravie, République tchèque (gisement topotype)